# Кубок СРСР з футболу 1975
Кубок СРСР з футболу 1975 — 34-й розіграш кубкового футбольного турніру в СРСР. Володарем Кубка вдруге став клуб «Арарат» (Єреван).

## 1/32 фіналу
| Дата       | Команда 1            | Рахунок | Команда 2                  |
| ---------- | -------------------- | ------- | -------------------------- |
| 16.03.1975 | Алга (Фрунзе)        | 2:1     | Кубань (Краснодар)         |
| 16.03.1975 | Зірка (Перм)         | 1:0     | Кузбас (Кемерово)          |
| 16.03.1975 | Металіст (Харків)    | 2:1     | Спартак (Орджонікідзе)     |
| 16.03.1975 | Металург (Запоріжжя) | 2:1 дч  | Спартак (Івано-Франківськ) |
| 16.03.1975 | Нефтчі (Баку)        | 1:0     | Торпедо (Кутаїсі)          |
| 16.03.1975 | Памір (Душанбе)      | 2:0     | Спартак (Нальчик)          |
| 16.03.1975 | Таврія (Сімферополь) | 3:0     | Рубін (Казань)             |
| 16.03.1975 | Шинник (Ярославль)   | 2:1     | Уралмаш (Свердловськ)      |

## 1/16 фіналу
| Дата       | Команда 1                | Рахунок | Команда 2            |
| ---------- | ------------------------ | ------- | -------------------- |
| 23.03.1975 | Арарат (Єреван)          | 4:1     | Крила Рад (Куйбишев) |
| 23.03.1975 | Динамо (Москва)          | +:-     | Алга (Фрунзе)        |
| 23.03.1975 | Динамо (Тбілісі)         | 2:1     | Металург (Запоріжжя) |
| 23.03.1975 | Дніпро (Дніпропетровськ) | 1:2     | Памір (Душанбе)      |
| 23.03.1975 | Зоря (Ворошиловград)     | 1:0     | СКА (Ростов-на-Дону) |
| 23.03.1975 | Зеніт (Ленінград)        | 1:0     | Динамо (Мінськ)      |
| 23.03.1975 | Кайрат (Алма-Ата)        | 3:0     | Торпедо (Москва)     |
| 23.03.1975 | Карпати (Львів)          | 4:0     | Нефтчі (Баку)        |
| 23.03.1975 | Металіст (Харків)        | 1:4     | Пахтакор (Ташкент)   |
| 23.03.1975 | Ністру (Кишинів)         | 0:1 дч  | Локомотив (Москва)   |
| 23.03.1975 | ЦСКА (Москва)            | 3:2     | Таврія (Сімферополь) |
| 23.03.1975 | Чорноморець (Одеса)      | 1:2     | Шинник (Ярославль)   |
| 23.03.1975 | Шахтар (Донецьк)         | 0:1     | Зірка (Перм)         |

## 1/8 фіналу
| Дата       | Команда 1          | Рахунок            | Команда 2            |
| ---------- | ------------------ | ------------------ | -------------------- |
| 06.04.1975 | Арарат (Єреван)    | 1:0 дч             | Карпати (Львів)      |
| 06.04.1975 | Зірка (Перм)       | 0:0 дч, (пен. 2:4) | Кайрат (Алма-Ата)    |
| 06.04.1975 | Зеніт (Ленінград)  | 0:0 дч, (пен. 2:4) | Динамо (Тбілісі)     |
| 06.04.1975 | Локомотив (Москва) | 2:1 дч             | Динамо (Москва)      |
| 06.04.1975 | Памір (Душанбе)    | 0:0 дч, (пен. 2:3) | Зоря (Ворошиловград) |
| 06.04.1975 | Пахтакор (Ташкент) | 1:1 дч, (пен. 5:4) | Спартак (Москва)     |
| 06.04.1975 | Шинник (Ярославль) | 0:1                | ЦСКА (Москва)        |

## 1/4 фіналу
| Дата       | Команда 1          | Рахунок            | Команда 2            |
| ---------- | ------------------ | ------------------ | -------------------- |
| 02.07.1975 | Динамо (Тбілісі)   | 2:1 дч             | Динамо (Київ)        |
| 02.07.1975 | Локомотив (Москва) | 1:1 дч, (пен. 3:5) | Арарат (Єреван)      |
| 02.07.1975 | Пахтакор (Ташкент) | 0:0 дч, (пен. 2:4) | Зоря (Ворошиловград) |
| 03.07.1975 | ЦСКА (Москва)      | 3:0                | Кайрат (Алма-Ата)    |

## Півфінали
| Дата       | Команда 1            | Рахунок | Команда 2        |
| ---------- | -------------------- | ------- | ---------------- |
| 16.07.1975 | Арарат (Єреван)      | 3:1     | Динамо (Тбілісі) |
| 16.07.1975 | Зоря (Ворошиловград) | 2:1 дч  | ЦСКА (Москва)    |

## Фінал
| 9 серпня 1975 |

| «Арарат»                   | 2 – 1 | «Зоря»      |
| -------------------------- | ----- | ----------- |
| Андріасян 14' Маркаров 43' | Звіт  | Кузнецов 8' |

| Центральний стадіон (Москва) Глядачів: 60 000 Арбітр: Руднєв (Москва) |